# Obvodní soud pro jižní obvod New Yorku
Obvodní soud pro jižní obvod New Yorku (anglicky District Court for the Southern District of New York, zkratka S.D.N.Y.) je obvodní soud Spojených států amerických, pod jehož jurisdikci spadá osm okresů státu New York: New York (Manhattan), Bronx, Westchester, Putnam, Rockland, Orange, Dutchess a Sullivan. Je jedním z nejaktivnějších a nejvlivnějších federálních soudů ve Spojených státech. Často má jurisdikci nad největšími americkými finančními institucemi a stíhání zločinu bílých límečků a dalších významných federálních zločinů.

## Historie
Obvodní soud pro obvod New York byl jedním z původních 13 soudů zřízených zákonem o soudnictví z roku 1789. Zákonem z roku 1814 byl obvod New York rozdělen na severní a jižní.

## Známé případy
- V roce 1913 soud projednával nároky přeživších cestujících z Titanicu, kteří požadovali odškodnění od společnosti White Star Line.[1]
- V roce 1933 soud odmítl vládní snahy cenzurovat na základě obscénnosti distribuci knihy Ulysses od Jamese Joyce.[2]
- V roce 1951 zde byli Julius a Ethel Rosenbergovi odsouzeni k smrti za špionáž pro SSSR.[3]
- V roce 1971 soud odmítl snahy vlády zakázat novinám The New York Times zveřejnění Pentagon Papers.[4]
- V letech 1996 až 1998 zde byl souzen pachatel útoků na WTC roku 1993 Ramzí Júsuf, který byl odsouzen na doživotí.[5]
- V roce 1998 zde byla vznesena obžaloba proti Usámovi bin Ládinovi a dalším členům Al-Káidy pro podezření z organizace útoků na americká velvyslanectví v Nairobi a Dar es Salaamu.[6]
- V roce 2024 zde byl bývalý prezident Hondurasu Juan Orlando Hernández odsouzen k 45 letům vězení za pašování kokainu a zbraní.[7]